# Cómo me duele perderte
«Cómo me duele perderte» es una canción escrita por Marco Flores y producida por Emilio Estefan, Jr., coproducida por Roberto Bladés y George Noriega e interpretada por la cantautora cubano-estadounidense Gloria Estefan, lanzada como su segundo sencillo de su noveno álbum de estudio en solitario y tercero realizado en español Alma caribeña (2000).

## Historia de la canción
Este sencillo fue lanzado como sencillo comercial en todo el mundo en diferentes fechas. Esta canción es una balada lenta con ritmos tropicales, y ha sido etiquetada como una bachata en la que la protagonista está lamentando cómo su amor se va.
Esta canción fue otro número uno en la lista Billboard Hot Latin Tracks de los Estados Unidos e hizo buenas actuaciones en otras listas.
La canción se convirtió en parte de una telenovela llamada "Lazos de familia" en España.

## Formatos y listados de canciones
| U.S. CD-Maxi Single (No Me Dejes De Querer / Cómo Me Duele Perderte) [49K 79456] {31 de julio de 2000} |                                                                |                                                      |          |  |
| N.º | Título                                                         | Escritor(es)                                         | Duración |  |
| 1. | «No me dejes de querer» ("Flores" del Caribe Mix - Radio Edit) | Gloria Estefan · Emilio Estefan, Jr. · Robert Blades | 4:27     |  |
| 2. | «No me dejes de querer» ("Flores" del Caribe Mix)              | Gloria Estefan · Emilio Estefan, Jr. · Robert Blades | 8:37     |  |
| 3. | «No me dejes de querer» (Santana's Latin Surprise Mix)         | Gloria Estefan · Emilio Estefan, Jr. · Robert Bladés | 9:14     |  |
| 4. | «No me dejes de querer» (Colour Coded Remix)                   | Gloria Estefan · Emilio Estefan, Jr. · Robert Bladés | 5:19     |  |
| 5. | «No me dejes de querer» (Kaned Vocal Mix)                      | Gloria Estefan · Emilio Estefan, Jr. · Robert Bladés | 8:41     |  |
| 6. | «Cómo me duele perderte» (Pablo Flores Club Mix)               | Marco Flores                                         | 9:45     |  |
| 7. | «Cómo me duele perderte» (Pablo Flores Club Mix - Radio Edit)  | Marco Flores                                         | 4:43     |  |
| 8. | «Cómo me duele perderte» (Pablo Flores Dub Mix)                | Marco Flores                                         | 8:15     |  |
| 9. | «Cómo me duele perderte» (Versión tropical)                    | Marco Flores                                         | 4:32     |  |

| U.S. Promo CD Single (ESK 15082) [31 de julio de 2000] |                                          |              |          |  |
| N.º                                                    | Título                                   | Escritor(es) | Duración |  |
| 1.                                                     | «Cómo me duele perderte» (Album Version) | Marco Flores | 4:28     |  |

| U.S. Promo CD Single (Sony Discos) [CDP-14336] {7 de agosto de 2000} |                                          |              |          |  |
| N.º                                                                  | Título                                   | Escritor(es) | Duración |  |
| 1.                                                                   | «Cómo me duele perderte» (Album Version) | Marco Flores | 4:28     |  |

| U.S. Promo 12" Vinyl Single #1 (EAS 16094) [7 de agosto de 2000] |                                                                    |              |          |  |
| N.º                                                              | Título                                                             | Escritor(es) | Duración |  |
| 1.                                                               | «Cómo me duele perderte» (Ospina's "Duele" Club Mix)               | Marco Flores | 7:09     |  |
| 2.                                                               | «Cómo me duele perderte» (Plasmic Honey's Sweet Spanish Spice Mix) | Marco Flores | 9:18     |  |
| 3.                                                               | «Cómo me duele perderte» (Pablo Flores Club Mix)                   | Marco Flores | 9:45     |  |
| 4.                                                               | «Cómo me duele perderte» (Ospina's "Duele" Dub Mix)                | Marco Flores | 5:18     |  |

| U.S. Promo 12" Vinyl Single #2 (EAS 16095) [31 de julio de 2000] |                                                                      |              |          |  |
| N.º                                                              | Título                                                               | Escritor(es) | Duración |  |
| 1.                                                               | «Cómo me duele perderte» (Chris "The Greek" Panaghi's Dark Club Mix) | Marco Flores | 8:02     |  |
| 2.                                                               | «Cómo me duele perderte» (Pablo Flores Dub Mix)                      | Marco Flores | 8:15     |  |
| 3.                                                               | «Cómo me duele perderte» (Chris "The Greek" Panaghi's Trance Mix)    | Marco Flores | 7:07     |  |
| 4.                                                               | «Cómo me duele perderte» (Chris "The Greek" Panaghi's Dark Drumz)    | Marco Flores | 4:16     |  |
| 5.                                                               | «Cómo me duele perderte» (Versión tropical)                          | Marco Flores | 4:32     |  |

| Spain CD-Maxi Single (Remixes) [EPC 669926 2] {October 2000} |                                                                                       |                                                      |          |  |
| N.º                                                          | Título                                                                                | Escritor(es)                                         | Duración |  |
| 1.                                                           | «Cómo me duele perderte» (Versión tropical)                                           | Marco Flores                                         | 4:32     |  |
| 2.                                                           | «Cómo me duele perderte» (Ospina's Radio Edit)                                        | Marco Flores                                         | 3:49     |  |
| 3.                                                           | «Cómo me duele perderte» (Ospina's "Duele" Club Mix)                                  | Marco Flores                                         | 7:09     |  |
| 4.                                                           | «Cómo me duele perderte» (Pablo Flores Club Mix)                                      | Marco Flores                                         | 9:45     |  |
| 5.                                                           | «Cómo me duele perderte» (Ospina's "Duele" Dub Mix)                                   | Marco Flores                                         | 5:18     |  |
| 6.                                                           | «Cómo me duele perderte» (Album Version)                                              | Marco Flores                                         | 4:28     |  |
| 7.                                                           | «No me dejes de querer» ("Flores" del Caribe Mix - Radio Edit)                        | Gloria Estefan · Emilio Estefan, Jr. · Robert Bladés | 4:27     |  |
| 8.                                                           | «Tres gotas de agua bendita (Dúo con Celia Cruz)» (Rosabel's Cubarican Radio Edit #1) | René L. Toledo                                       | 3:22     |  |

| Spain Promo CD Single (SAMPCS 9233) [October 2000] |                                             |              |          |  |
| N.º                                                | Título                                      | Escritor(es) | Duración |  |
| 1.                                                 | «Cómo me duele perderte» (Album Version)    | Marco Flores | 4:28     |  |
| 2.                                                 | «Cómo me duele perderte» (Versión tropical) | Marco Flores | 4:32     |  |

| Germany Promo CD Single (No Catalog Number) [2000] |                                          |              |          |  |
| N.º                                                | Título                                   | Escritor(es) | Duración |  |
| 1.                                                 | «Cómo me duele perderte» (Album Version) | Marco Flores | 4:28     |  |

| Mexico Promo CD Single (PRCD 98072) [2000] |                                          |              |          |  |
| N.º                                        | Título                                   | Escritor(es) | Duración |  |
| 1.                                         | «Cómo me duele perderte» (Album Version) | Marco Flores | 4:28     |  |

| Argentina Promo CD Single (DEP 615) [2000] |                                          |              |          |  |
| N.º                                        | Título                                   | Escritor(es) | Duración |  |
| 1.                                         | «Cómo me duele perderte» (Album Version) | Marco Flores | 4:28     |  |

| Brazil Promo CD Single (899.917/2-495838) [2000] |                                                               |              |          |  |
| N.º                                              | Título                                                        | Escritor(es) | Duración |  |
| 1.                                               | «Cómo me duele perderte» (Album Version)                      | Marco Flores | 4:28     |  |
| 2.                                               | «Cómo me duele perderte» (Versión tropical)                   | Marco Flores | 4:33     |  |
| 3.                                               | «Cómo me duele perderte» (Davidson Ospina's "Duele" Club Mix) | Marco Flores | 7:09     |  |
| 4.                                               | «Cómo me duele perderte» (Davidson Ospina's Radio Edit)       | Marco Flores | 3:47     |  |
| 5.                                               | «Cómo me duele perderte» (Pablo Flores Club Mix)              | Marco Flores | 9:47     |  |
| 6.                                               | «Cómo me duele perderte» (Pablo Flores Club Mix - Radio Edit) | Marco Flores | 4:43     |  |
| 7.                                               | «Cómo me duele perderte» (Pablo Flores Dub Mix)               | Marco Flores | 8:20     |  |

| Colombia Promo CD Single (PMD 58600) [2000] |                                                                 |              |          |  |
| N.º                                         | Título                                                          | Escritor(es) | Duración |  |
| 1.                                          | «Cómo me duele perderte» (Album Version)                        | Marco Flores | 4:28     |  |
| 2.                                          | «Cómo me duele perderte» (Versión tropical)                     | Marco Flores | 4:32     |  |
| 3.                                          | «Cómo me duele perderte» (Davidson Ospina's "Duele" Club Mix)   | Marco Flores | 7:08     |  |
| 4.                                          | «Cómo me duele perderte» (Davidson Ospina's Radio Edit)         | Marco Flores | 3:49     |  |
| 5.                                          | «Cómo me duele perderte» (Davidson Ospina's Radio Instrumental) | Marco Flores | 3:45     |  |
| 6.                                          | «Cómo me duele perderte» (Davidson Ospina's "Duele" Dub Mix)    | Marco Flores | 5:18     |  |
| 7.                                          | «Cómo me duele perderte» (Pablo Flores Club Mix)                | Marco Flores | 9:47     |  |
| 8.                                          | «Cómo me duele perderte» (Pablo Flores Club Mix - Radio Edit)   | Marco Flores | 4:43     |  |
| 9.                                          | «Cómo me duele perderte» (Pablo Flores Dub Mix)                 | Marco Flores | 8:15     |  |

## Versiones oficiales y remezclas
Versiones originales
1. Álbum Versión — (4:28)
2. Tropical Versión — (4:32)

Remezclas
1. Pablo Flores Club Mix - Radio Edit — (4:43)
2. Pablo Flores Club Mix — (9:47)
3. Pablo Flores Dub Mix — (8:15)
4. Davidson Ospina's Radio Edit — (3:49)
5. Davidson Ospina's Radio Edit Instrumental — (3:45)
6. Davidson Ospina's "Duele" Club Mix — (7:09)
7. Davidson Ospina's "Duele" Dub Mix — (5:18)
8. Plasmic Honey's Sweet Spanish Spice Mix — (9:18)
9. Chris "The Greek" Panaghi's Dark Club Mix — (8:15)
10. Chris "The Greek" Panaghi's Trance Mix — (7:07)
11. Chris "The Greek" Panaghi's Dark Drumz — (4:16)

## Historia de lanzamiento
| Región         | Fecha                    |
| -------------- | ------------------------ |
| Estados Unidos | 10 de julio de 2000      |
| España         | 25 de septiembre de 2000 |

## Posicionamiento en listas
| Lista (2000)                                    | Máxima posición |
| ----------------------------------------------- | --------------- |
| Spain Top 40 Singles Chart                      | 8               |
| U.S. Billboard Hot Dance Music/Club Play        | 12              |
| U.S. Billboard Hot Latin Tracks                 | 1               |
| U.S. Billboard Hot Latin Tropical/Salsa Airplay | 1               |

| Predecesor: Imaginame sin tí de Luis Fonsi | U.S. Billboard Hot Latin Tracks — Sencillo N°. 1 23 de septiembre de 2000 - 6 de octubre de 2000 | Sucesor: Cuándo de Ricardo Arjona |

| Predecesor: Imaginame sin tí de Luis Fonsi | U.S. Billboard Latin Tropical Salsa/Airplay — Sencillo N°. 1 23 de septiembre de 2000 - 6 de octubre de 2000 | Sucesor: Ven conmigo (Solamente tú) de Christina Aguilera |